# Северное сияние (фильм, 2009)
«Северное сияние» (англ. Northern Lights) — американская мелодрама режиссёра Майка Роуба 2009 года. Премьера состоялась 21 марта 2009 года в США.

## Сюжет
Жизнь в маленьком городке Лунаси на Аляске, окружённом многочисленными горами и снегом, идёт своим размеренным ходом. Всё рушится после произошедшего загадочного убийства. Шеф местной полиции, заступивший на новое место и не привыкший к подобным суровым краям, вынужден разобраться, в чём дело. Для этого ему необходимо понять взаимоотношения между жителями городка, прочувствовав их проблемы и тяготы на себе, а также приоткрыть завесу прошлого, чтобы найти причины неприятного события, произошедшего много лет назад.

## В ролях
- Лиэнн Раймс — Мэг Галлиган
- Эдди Сибриан — Нэйт Бёрнс
- Розанна Аркет — Шарлин Галлиган
- Грег Лоусон — Эд
- Уильям МакДональд — Отто
- Адриан Хью — Джон

## Интересные факты
- В основу фильма был положен одноимённый роман американской писательницы Норы Робертс
- Продюсер Рэнди Ричмонд известен работой над картинами «Мгла» и «10.5 баллов: Апокалипсис»
- Съёмки проходили в Альберте, провинции Канады
- Познакомившись на съёмках, исполнители главных ролей Лиэнн Раймс и Эдди Сибриан завязали романтические отношения

## Мировой релиз
- Швеция — 16 августа 2009 года
- Испания — 24 октября 2009 года
- Франция — 10 ноября 2009 года
- Италия — 30 мая 2010 года
- Германия — 24 июля 2010 года